# Ingrid Bisu
Ingrid Bisu (Bucarest, 15 de septiembre de 1987) es una actriz, guionista y productora rumana. Es conocida por su aparición en la comedia dramática Toni Erdmann, que fue nominada en el Festival de Cannes a la Palma de Oro y también a ‘mejor película extranjera’ en los Premios Globo de Oro y en los Premios Óscar en 2017.

## Primeros años y familia
Nació el 15 de septiembre de 1987 en Bucarest, de padres rumanos/alemanes. Creció en la comunidad alemana en Rumania, asistiendo a la guardería, escuela secundaria y universidad alemanas en Bucarest.
En 2003, a la edad de 16 años, Ingrid tuvo su primera sesión de fotos en la revista para adolescentes Cool Girl y luego consiguió su primer comercial para Orange S.A., que se transmitió en Israel y Rumania.

## Carrera actoral

### 2003-2008
Bisu participó en una serie de televisión nacional rumana, Casatorie de Proba (Matrimonio de Prueba), interpretando el papel de Flori, una adolescente joven y brillante.
Como resultado, apareció en revistas y entrevistas de televisión. Bisu tuvo un papel en la película BloodRayne donde actuó junto a Ben Kingsley y tuvo otros papeles menores en comedias de situación como La Bloc y Arestat la domiciliu con Pro TV.
En 2006, Bisu interpretó el papel principal de Alice en la película dramática para televisión O Lume A Durerii (Un mundo de dolor), que mostraba la lucha de las mujeres adolescentes en Rumania en ese momento. Su actuación llamó la atención del director Cristian Mungiu, ganador de la Palma de Oro en el Festival de Cine de Cannes en 2007 por su película 4 Months, 3 Weeks and 2 Days. Escogió a Bisu como Viviana para su serie Tales from the Golden Age. La serie fue nominada seis veces en el Festival de Cine de Cannes.
En 2007, Bisu se inscribió en la Academia Hyperion de Artes Dramáticas de Bucarest. Mientras equilibraba la educación con su carrera cinematográfica y televisiva, interpretó el papel de Naomi en la serie dramática 17, Poveste despre destin (2008) en Prima TV, un programa sobre adultos jóvenes y las repercusiones de las drogas, la violencia y otros abusos. Interpretó también a Bianca en la serie cómica Nimeni nu-i perfect (Nadie es perfecto).

### 2009-2013
Después de papeles en la película de terror Slaughter y la comedia navideña Ho Ho Ho, Bisu interpretó el papel de Mona/Amie 2 en la película What War May Bring, dirigida por Claude Lelouch.
Su siguiente papel fue en la película Portrait of the Fighter as a Young Man, dirigida por Constantin Popescu, donde interpretó al personaje de no ficción Matilda Jubleanu. La película cuenta la historia de la gente que fue contra el régimen comunista, se escondió en las montañas y las repercusiones que tuvo en las familias que quedaron atrás.
En 2011, Bisu volvió a trabajar con Cristian Mungiu en su interpretación de Selena en la película Outbound. La película obtuvo 19 premios y nueve nominaciones en festivales de cine internacionales, incluido el Festival Internacional de Cine de Locarno. El mismo año, se convirtió en una de las presentadoras de televisión más jóvenes, por su trabajo como conductora y productora en el programa matutino nacional de Kanal D (una cadena turca que se convirtió en una de las más grandes de Rumanía). Cafeaua de dimineata (Café de la mañana), era un programa de noticias matutino en vivo de dos horas. A Bisu se le atribuyó el concepto de "hacer algo nuevo todos los días" para aumentar las calificaciones. Durante cada programa, ella enseñaba a las personas cómo hacer algo ellos mismos o mostraba actividades que podían probar.
En 2012, Bisu apareció en películas rumanas como Sunt o babă comunistă, dirigida por Stere Gulea, y Roxanne, dirigida por Vali Hotea, ambas películas con múltiples nominaciones. Interpretó un papel secundario como Minerva en la película de terror estadounidense Dracula: The Dark Prince en el año 2013, protagonizada por Jon Voight. El mismo año, apareció en la película de ciencia ficción The Zero Theorem, dirigida por Terry Gilliam, con Matt Damon y Christoph Waltz. En 2014, interpretó a Brittany White, la conductora de una serie web de comedia en vivo de cinco horas, que se transmite en los Estados Unidos, llamada The Super Yolo Show.

### 2014-2016
A principios de 2014, Bisu audicionó para la película Toni Erdmann, dirigida por Maren Ade, y consiguió el papel de Anca, la joven y brillante asistente del personaje principal interpretado por Sandra Hüller. La película recibió más de 56 nominaciones y 33 premios, incluyendo Mejor Película y Mejor Guion, con Maren Ade nombrada Mejor Directora y los actores Sandra Hüller y Peter Simonischek como Mejor Actriz y Mejor Actor en los Premios del Cine Europeo de 2016.
La película también fue nominada a la Palma de Oro en el Festival de Cine de Cannes, donde ganó el premio FIPRESCI.
La película obtuvo una nominación a Mejor Película Extranjera en los Globos de Oro en febrero de 2017. El éxito de Toni Erdmann culminó con una nominación al Óscar 2016 como Mejor Película en Lengua Extranjera.

### 2017-presente
Bisu coprotagonizó la película de terror The Nun (La Monja), un derivado de The Conjuring 2 (El Conjuro 2), interpretando a la Hermana Oana. La película se estrenó en septiembre de 2018. En 2021, coescribió, fue productora ejecutiva y tuvo un papel secundario en Malignant, su primer proyecto creativo conjunto y detrás de escena con su esposo James Wan.

## Vida personal
El 22 de junio de 2019, Bisu se comprometió con el director malayo-australiano James Wan. Se casaron el 4 de noviembre de 2019.

## Filmografía

### Cine
| Año  | Título                                 | Director                                                                                | Rol       | Rol        | Rol   | Rol       | Rol                       | Nota          |
| Año  | Título                                 | Director                                                                                | Dirección | Producción | Guion | Actuación | Papel                     | Nota          |
| ---- | -------------------------------------- | --------------------------------------------------------------------------------------- | --------- | ---------- | ----- | --------- | ------------------------- | ------------- |
| 2005 | BloodRayne                             | Uwe Boll                                                                                |           |            |       | Sí        | Chica joven               |               |
| 2007 | La Nic                                 | Patricia Radoi                                                                          |           |            |       | Sí        | Cristina                  | Cortometraje  |
| 2009 | Slaughter                              | Stewart Hopewell                                                                        |           |            |       | Sí        | Chica en ataúd            |               |
| 2009 | Amintiri din epoca de aur              | Ver listaHanno Höfer Razvan Marculescu Cristian Mungiu Constantin Popescu Ioana Uricaru |           |            |       | Sí        | Viviana                   |               |
| 2009 | Ho Ho Ho                               | Jesús del Cerro                                                                         |           |            |       | Sí        | Novia de hombre musculoso |               |
| 2010 | Portretul luptatorului la tinerete     | Constantin Popescu                                                                      |           |            |       | Sí        | Matilda Jubleanu          |               |
| 2010 | Eva                                    | Adrian Popovici                                                                         |           |            |       | Sí        | Amiga de Eva              |               |
| 2010 | Ces amours-là                          | Claude Lelouch                                                                          |           |            |       | Sí        | Amie2                     |               |
| 2010 | Periferic                              | Bogdan George Apetri                                                                    |           |            |       | Sí        | Selena                    |               |
| 2013 | Roxanne                                | Valentin Hotea                                                                          |           |            |       | Sí        | Novia de Víctor           |               |
| 2013 | Sunt o babă comunistă                  | Stere Gulea                                                                             |           |            |       | Sí        | Coafeza                   |               |
| 2013 | The Zero Theorem                       | Terry Gilliam                                                                           |           |            |       | Sí        | Compañera de trabajo      | Sin acreditar |
| 2013 | Dracula: The Dark Prince               | Pearry Reginald Teo                                                                     |           |            |       | Sí        | Minerva                   |               |
| 2016 | Toni Erdmann                           | Maren Ade                                                                               |           |            |       | Sí        | Anca                      |               |
| 2018 | The Nun                                | Corin Hardy                                                                             |           |            |       | Sí        | Hermana Oana              |               |
| 2021 | The Conjuring: The Devil Made Me Do It | Michael Chaves                                                                          |           |            |       | Sí        | Jessica                   |               |
| 2021 | Malignant                              | James Wan                                                                               |           | Sí         | Sí    | Sí        | CST Winnie                |               |
| 2023 | Aquaman and the Lost Kingdom           | James Wan                                                                               |           |            |       | Sí        | Pier Waitress             |               |

### Televisión
| Año       | Título                     | Rol       | Rol        | Rol   | Rol       | Rol            | Nota           |
| Año       | Título                     | Dirección | Producción | Guion | Actuación | Papel          | Nota           |
| --------- | -------------------------- | --------- | ---------- | ----- | --------- | -------------- | -------------- |
| 2003      | Casatorie de proba         |           |            |       | Sí        | Flori          | Serie          |
| 2004-2006 | La Bloc                    |           |            |       | Sí        | Marilena       | 41 episodios   |
| 2006      | O lume a durerii           |           |            |       | Sí        | Alice          | Película de TV |
| 2008      | 17-o poveste despre destin |           |            |       | Sí        | Naomi          | 7 episodios    |
| 2009      | Nimeni nu-i perfect        |           |            |       | Sí        | Bianca         | 10 episodios   |
| 2011      | Cafeaua de dimineata       | Sí        | Sí         |       | Sí        | Ella misma     | Serie          |
| 2013      | Super Yolo Show            |           |            | Sí    | Sí        | Brittany White | Miniserie      |
| 2014      | Rãmâi cu mine              |           |            |       | Sí        | Raluca         | 1 episodio     |